# گردان تکاوران دریایی بوشهر
گردان تکاوران دریایی بوشهر از یگان‌های تکاوری نیروی دریایی ارتش ایران است. این گردان نقش مهم عملیاتی در ماه‌های اول جنگ ایران و عراق برعهده داشت، همچنین نقش برجسته‌ای در نبرد خرمشهر داشت. در حال حاضر تکاوران دریایی ارتش جز بهترین نیروهای ویژه ایران محسوب می‌شوند، که قادر به انجام مأموریت در همه مناطق بدون هیچ گونه محدودیت عملیاتی می‌باشند. از مناطق رزمی این یگان می‌توان به جنگل، بیابان، کوهستان، باتلاق، نفوذ از آسمان، از سطح آب، از زیر سطح دریا و مناطق صعب‌العبور اشاره کرد. این یگان به‌طور عامیانه به کلاه‌سبزها و به صورت رسمی به S.B.S معروف هستند.

## عملیات مروارید
گردان تکاوران دریایی بوشهر در جریان اجرای عملیات مروارید، نقش برجسته‌ای در تصرف و انهدام دو اسکله عراقی «البکر» و «الامیه» داشت.

## دفاع از خرمشهر

تصویری از تکاوران نیروی دریایی در خوزستان

گردان تکاوران دریایی بوشهر با استعداد ۷۰۰ نفر نیرو، در روز ۳۱ شهریور ۱۳۵۹ وارد خرمشهر شد. خرمشهر نهایتاً در روز ۴ آبان و پس از ۳۴ روز مقاومت و جنگ خیابانی در برابر ارتش عراق اشغال شد. در صبح‌دم ۴ آبان با تخلیه شهر و کمک به خروج باقی‌مانده مردم، تکاوران دریایی آخرین نفراتی بودند که با لنج و قایق، از شهر خارج شدند. در خلال نبرد خرمشهر، اعضای این گردان، به فرماندهی هوشنگ صمدی، در برابر چندین لشکر تقویت‌شده از ارتش عراق به مدت ۳۴ روز مقاومت کردند و ۳۰۰ نفر آن‌ها مجروح و ۷۶ نفر کشته شدند.

## نگارخانه

تکاوران نیروی دریایی در خرمشهر
تکاوران نیروی دریایی در زمان جنگ ایران عراق
عکس یادگاری تکاوران نیروی دریایی
عکسی از تکاوران نیروی دریایی به همراه دیگر رزمندگان در جنگ ایران و عراق
عکس یادگاری تکاوران نیروی دریایی در خرمشهر پس از عملیات آزادسازی این شهر
عکس یادگاری تکاوران نیروی دریایی
عکس یادگاری تعدادی از افراد گردان تکاوران نیروی دریایی ارتش، در دوران جنگ ۸ ساله ایران و عراق
عکس یادگاری تکاوران نیروی دریایی
عکسی از تکاوران نیروی دریایی ارتش در دوران جنگ ایران و عراق
تعدادی از تکاوران نیروی دریایی ارتش در دوران جنگ ایران و عراق
تعدادی از تکاوران نیروی دریایی ارتش در دوران جنگ ایران و عراق
یکی از تکاوران نیروی دریایی ارتش در دوران جنگ ایران و عراق